# Вест Хемпстед (Њујорк)
Вест Хемпстед (енгл. West Hempstead) насељено је место без административног статуса у америчкој савезној држави Њујорк.

## Демографија
По попису из 2010. године број становника је 18.862, што је 149 (0,8%) становника више него 2000. године.
| Група             | 2000.          | 2010.          |
| Белци             | 14.492 (77,4%) | 12.424 (65,9%) |
| Афроамериканци    | 1.111 (5,9%)   | 1.929 (10,2%)  |
| Азијати           | 951 (5,1%)     | 1.143 (6,1%)   |
| Хиспаноамериканци | 1.860 (9,9%)   | 3.098 (16,4%)  |
| Укупно            | 18.713         | 18.862         |